# Zakaria Koné
Pour les articles homonymes, voir Koné.
Zakaria Koné est un militaire ivoirien. Ancien seigneur de guerre des Forces nouvelles, il a été un des acteurs de la crise politico-militaire en Côte d'Ivoire, de 2002 à 2011.

## Biographie

### Jeunesse
Zakaria Koné est né dans un village qui, plus tard est devenu une commune appelée Séguelon, au nord-ouest de la Côte d'Ivoire. Il est initié dans une confrérie de chasseurs dozos dans sa jeunesse et garde la réputation de posséder des pouvoirs mystiques. Il s'engage ensuite dans les forces armées nationales de Côte d'Ivoire mais s'enfuit au Burkina Faso après la marginalisation des soldats issus du Nord dans la foulée du coup d'État de 1999 en Côte d'Ivoire.

### Rébellion
Lors de la rébellion, il devient commandant de la zone de Vavoua-Séguéla en 2002. Il aurait utilisé ses pouvoirs magiques dozos au combat, illustrant ainsi la dozofication des rebelles, connus pour leurs nombreuses amulettes, même parmi les unités non-dozos. Il est limogé en 2008 pour s'être opposé à Guillaume Soro et à ses accords politiques avec Laurent Gbagbo. Il s'exile à nouveau au Burkina Faso.

### Prise de pouvoir d'Alassane Ouattara
Après la victoire d'Alassane Ouattara aux élections présidentielles de 2010 et le déclenchement de la crise ivoirienne de 2010-2011, Zakaria Koné, proche d'Ibrahim Coulibaly, réapparait parmi les rebelles du quartier de Yopougon. Il intègre les forces républicaines de Côte d'Ivoire en mars 2011. Il participe à la capture de l'ancien président Laurent Gbagbo lors de la bataille d'Abidjan et la cour pénale internationale aurait souhaité l'entendre sur son rôle dans le décès de Désiré Tagro, un fidèle de Gbagbo. Il devient en 2012 responsable de la police militaire ivoirienne. L'ancien seigneur de guerre dozo est chargé de gérer l'exclusion des combattants irréguliers des nouvelles forces armées de Côte d'Ivoire. En novembre 2012, il est nommé commandant adjoint du bataillon d'artillerie sol-air ivoirien, peut-être à cause d'accusations de crimes de guerre lancées par Amnesty International. En 2015, il est commandant en second du bataillon blindé d'Akouédo et il est mis en cause lors de l'affaire des écoutes burkinabè, le lieutenant-colonel Koné étant un proche de Gilbert Diendéré depuis les années 2000. En 2017, il est nommé à la tête de l'unité de commandement et de soutien du bataillon d’artillerie sol-sol. Et est actuellement colonel plein au sein de l'armée.

### Famille
Il est marié à Djénéba Touré, maire de Séguelon. Il participe d'ailleurs à la campagne pour sa réélection en 2018
Il a des enfants dont le nombre exact n'est pas connu.